# Episodi di Law & Order - I due volti della giustizia (prima stagione)

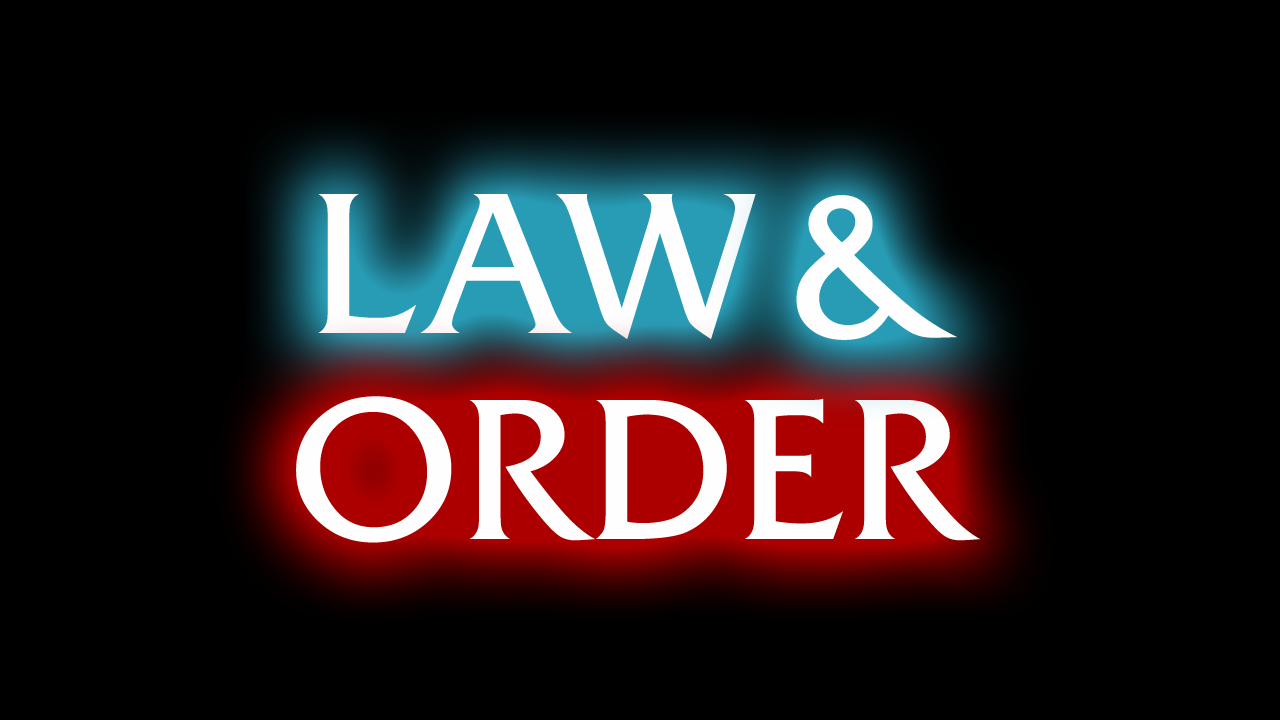

La prima stagione della serie televisiva Law & Order - I due volti della giustizia, composta da 22 episodi, è stata trasmessa in prima visione negli Stati Uniti, sul canale NBC, dal 13 settembre 1990 al 9 giugno 1991.
In Italia invece, la stagione è stata trasmessa in prima visione e in disordine su Rai 2 dal 1º novembre 1993 al 27 giugno 1995.
| nº | Titolo originale                 | Titolo italiano                                | Prima TV USA      | Prima TV Italia  |
| -- | -------------------------------- | ---------------------------------------------- | ----------------- | ---------------- |
| 1  | Prescription for Death           | Prescrizione mortale                           | 13 settembre 1990 | 2 novembre 1993  |
| 2  | Subterranean Homeboy Blues       | In una vettura della metropolitana             | 20 settembre 1990 | 4 novembre 1993  |
| 3  | The Reaper's Helper              | Un uomo in fin di vita                         | 4 ottobre 1990    | 5 novembre 1993  |
| 4  | Kiss the Girls and Make Them Die | Una complessa personalità                      | 11 ottobre 1990   | 8 novembre 1993  |
| 5  | Happily Ever After               | Felici per sempre                              | 23 ottobre 1990   | 9 novembre 1993  |
| 6  | Everybody's Favorite Bagman      | Un episodio di corruzione                      | 30 ottobre 1990   | 1º novembre 1993 |
| 7  | By Hooker, By Crook              | In un modo o nell’altro                        | 13 novembre 1990  | 10 novembre 1993 |
| 8  | Poison Ivy                       | Il caso non può essere archiviato              | 20 novembre 1990  | 11 novembre 1993 |
| 9  | Indifference                     | Indifferenza                                   | 27 novembre 1990  | 12 novembre 1993 |
| 10 | Prisoner of Love                 | Prigioniero d’amore                            | 4 dicembre 1990   | 15 novembre 1993 |
| 11 | Out of the Half-Light            | Fuori dalla penombra                           | 11 dicembre 1990  | 16 novembre 1993 |
| 12 | Life Choice                      | Scelta di vita                                 | 8 gennaio 1991    | 17 novembre 1993 |
| 13 | A Death in the Family            | Un lutto in famiglia                           | 15 gennaio 1991   | 19 novembre 1993 |
| 14 | The Violence of Summer           | Estate violenta                                | 5 febbraio 1991   | 19 novembre 1993 |
| 15 | The Torrents of Greed            | Una trappola per Stone (prima e seconda parte) | 12 febbraio 1991  | 21 novembre 1993 |
| 16 | The Torrents of Greed            | Una trappola per Stone (prima e seconda parte) | 19 febbraio 1991  | 22 novembre 1993 |
| 17 | Mushrooms                        | Tragico errore                                 | 26 febbraio 1991  | 14 novembre 1993 |
| 18 | The Secret Sharers               | Il vero movente                                | 12 marzo 1991     | 23 giugno 1995   |
| 19 | The Serpent's Tooth              | Il morso del serpente                          | 19 marzo 1991     | 24 giugno 1995   |
| 20 | The Troubles                     | Il prezzo del silenzio                         | 26 marzo 1991     | 25 giugno 1995   |
| 21 | Sonata for Solo Organ            | A qualunque costo                              | 2 aprile 1991     | 26 giugno 1995   |
| 22 | The Blue Wall                    | Prove inquinate                                | 9 giugno 1991     | 27 giugno 1995   |

## Prescrizione mortale
- Titolo originale: Prescription for Death
- Diretto da: John P. Whitesell II
- Scritto da: David Black e Ed Zuckerman

### Trama
Una ragazza muore dopo un semplice ricovero in ospedale durante un frenetico turno di notte. Suo padre denuncia l'ospedale per negligenza e chiede ai detective Logan e Greevey di indagare per capire se si tratti di omicidio. Logan e Greevey sospettano di un medico che ha apportato delle modifiche alla sua cartella clinica, ma anche di un primario, che ritengono fosse ubriaco durante il turno. I procuratori Stone e Robinette si trovano perciò di fronte allo scomodo compito di condannare uno stimato primario per omicidio colposo.
- Nota. Liberamente ispirato al caso della studentessa diciottenne Libby Zion, morta per arresto cardiaco al New York Hospital.
- Nota. Questo episodio si rivela il primo della serie, anche se l'episodio pilota venne girato nel 1988, ma poi trasmesso come sesto episodio.
- Nota. L'attore Chris Noth, che interpreta il detective Mike Logan, ha fornito il suo cappotto di pelle marrone per questo episodio, dopo averlo acquistato in un negozio di abbigliamento di seconda mano.
- Nota. In questo episodio Benjamin Stone menziona suo padre dicendo che era un alcolista e beveva sia a pranzo che a cena. Anche il capitano della polizia Donald Cragen ha un problema di alcolismo, come viene spiegato in una conversazione con il detective Max Greevey; si scopre inoltre che in passato quest'ultimo era il partner di Cragen.
- Nota. II detective Max Greevey e Mike Logan hanno opinioni molto diverse sull'assistenza sanitaria. Logan è grato che suo padre sia ancora vivo grazie a un trapianto di cuore, invece Greevey disprezza i medici a causa di un semplice ematoma diagnosticatogli erroneamente come un tumore al cervello.
- Nota. Gli attori Bruce McCarty e Daniel Benzali in seguito hanno recitato insieme nella serie televisiva The Agency.
- Nota. Secondo una delle scritte di scena, i detective sono di stanza al 36º distretto. Negli episodi successivi i detective della Omicidi lavorano invece al 27º distretto.
- Nota. In questo episodio troviamo l'attore John Spencer, che interpreta il padre della ragazza morta per negligenza. Lo stesso Spencer prese poi parte alla serie, sempre trasmessa dalla NBC, West Wing - Tutti gli uomini del Presidente, dove interpretò il vicepresidente Leo McGarry.

## In una vettura della metropolitana
- Titolo originale: Subterranean Homeboy Blues
- Diretto da: E.W. Swackhamer
- Scritto da: Robert Palm

### Trama
Una donna spara a due ragazzi di colore in un vagone della metropolitana molto affollato. Inizialmente la sparatoria sembra essere avvenuta per autodifesa, ma con il proseguire delle indagini si profila sempre più una probabile vendetta. Logan e Greevey discutono sulla colpevolezza della donna, specialmente visto che l'uomo ucciso aveva dei precedenti, mentre il ferito non è in grado di testimoniare in tribunale. Stone ha dei problemi con il caso, sia a causa dell'avvocato difensore della donna, e sia per il fatto che l'ufficio stesso di Schiff (il procuratore distrettuale) è spaccato al suo interno riguardo all'accaduto.
- Guest Star: Cynthia Nixon (Laura Di Biasi), Lorraine Toussaint (Shambala Green).

- Nota. Liberamente ispirato alla sparatoria nella metropolitana di New Work, compiuta il 12 dicembre 1984 da Bernhard Green, con un totale di quattro feriti; alla fine l'uomo fu riconosciuto non colpevole di tutte le accuse, eccetto che per la detenzione illegale di arma da fuoco con una condanna di 1 anno e 8 mesi.

- Nota. Prima apparizione nella serie per Lorraine Toussaint, nel ruolo dell'avvocato difensore Shambala Green.
- Nota. Il titolo originale dell'episodio è tratto dalla canzone di Bob Dylan dal titolo Subterranean Homeboy Blues.

## Un uomo in fin di vita
- Titolo originale: The Reaper's Healder
- Diretto da: Vern Gillum
- Scritto da: Thomas Stuart Nathan

### Trama
Un muratore viene ucciso a colpi di arma da fuoco nel suo appartamento. Logan e Greevey indagano e scoprono che l'omicidio è collegato ad altri casi di omicidio avvenuti a Los Angeles e a San Francisco. I detective arrestano un uomo, che si scopre essere affetto da AIDS come le vittime, e quest'ultimo nega il proprio coinvolgimento, affermando che ogni uomo dovrebbe avere il diritto di mettere fine alla propria vita se è destinato a morire soffrendo in modo disumano. Stone è però preoccupato e dubbioso sul portare avanti il caso, in quanto si chiede se l'uomo abbia fatto davvero qualcosa di sbagliato; dall'altro lato però c'è il pericoloso messaggio sociale che potrebbero mandare assolvendolo.
- Nota. Il termine mietitore indica la morte, personificata come uno scheletro con una falce, noto anche come Grim Reaper.
- Nota. Questo episodio è ispirato al caso di Jack Kevorkian, medico che divenne famoso tra la fine degli anni '80 e gli inizi degli anni '90 come sostenitore del suicidio assistito e del diritto di morire di un paziente attraverso l'eutanasia; l'uomo assistette di fatto alla morte di 130 pazienti in seguito all'eutanasia. Kervorkian è stato riconosciuto colpevole di omicidio di secondo grado e condannato dai 10 ai 25 anni di prigione, ma è stato rilasciato in libertà vigilata nel 2007, dopo soli otto anni. Morì quattro anni dopo a causa di una trombosi polmonare.
- Nota. Durante il processo un testimone esperto afferma che i medici hanno il diritto di assistere i pazienti che vogliano usufruire del suicidio assistito nel Regno Unito, ma quest'informazione non è corretta. A partire dal 2013, molti paesi, a eccezione del Regno Unito, hanno reso legale praticare l'eutanasia ai pazienti che lo desiderino, tra questi: Belgio, Lussemburgo, Paesi Bassi, Svizzera, lo stato americano dell'Oregon, Spagna e Thailandia.
- Nota. Prima apparizione nella serie per l'attore John Fiore, nel ruolo del detective Tony Profaci.
- Nota. Il numero di fax nel dipartimento è 211-555-8342.

## Una complessa personalità
- Titolo originale: Kiss the Girls and Make Them Die
- Diretto da: Charles Cornell
- Scritto da: Dick Wolf

### Trama
Una ragazza muore in ospedale, dopo essere stata aggredita nel suo appartamento. Logan e Greevey indagano sul suo ragazzo, ma scoprono che i due si erano lasciati la sera stessa prima che lei venisse aggredita. I detective sospettano anche di un altro uomo, l'ex fidanzato della ragazza, e ben presto scoprono che questi ha dei precedenti di violenza, confermati quando una sua precedente vittima si fa avanti. Stone è frustrato quando non ottiene l'autorizzazione a usare gli ex crimini dell'uomo contro di lui in tribunale.
- Nota. Questo episodio è ispirato all'omicidio della diciottenne Jennifer Lewin avvenuto a Central Park a New York, uccisa da Robert Chambers che si è dichiarato colpevole di omicidio colposo ed è stato condannato a 15 anni di carcere. Fu rilasciato nel 2003, ma nel 2008 venne nuovamente arrestato per droga dichiarandosi colpevole per questo reato e venendo quindi condannato a 19 anni di carcere. L'episodio spinse Dick Wolf nel 1999 a creare il primo spin-off della serie, chiamato Law & Order - Unità vittime speciali
- Nota. Anche l'episodio della seconda stagione di Law & Order: Criminal Intent intitolato Chi è il mostro? è ispirato allo stesso caso.

## Felici per sempre
- Titolo originale: Happily Ever After
- Diretto da: Vern Gillum
- Scritto da: Dick Wolf e David Black

### Trama
Un milionario viene ucciso in un garage insieme alla moglie che rimane invece ferita. In ospedale, la donna identifica il presunto aggressore dalle foto segnaletiche della polizia. Un uomo interrogato nelle prime fasi delle indagini è il socio in affari della vittima. Logan e Greevey, alla fine scoprono che non si è trattato di un'aggressione casuale da parte dell'uomo identificato, ma che il tutto era stato pianificato dal socio e dalla moglie della vittima, che erano amanti. Stone cerca di convincere i sospettati a testimoniare uno contro l'altro per poterli incastrare.
- Guest star: Doris Belak (giudice Margaret Barry).

- Nota. L'episodio è ispirato al caso di Chuck Stuart, l'uomo che nel 1989 uccise sua moglie e il figlio non ancora nato, facendo credere che fossero stati assassinati da un uomo afroamericano. Il fratello confessò che Chuck aveva ucciso la moglie per pagare l'assicurazione sulla vita e poco tempo dopo Stuart si suicidò.
- Nota. Anche il quinto episodio della terza stagione di Law & Order - Unità vittime speciali intitolato Una storia intricata e un episodio della quattordicesima stagione di questa stessa serie (Ritorno a New York) sono ispirati al caso di Chuck Stuart.

## Un episodio di corruzione
- Titolo originale: Everybody's Favorite Bagman
- Diretto da: John Patterson
- Scritto da: Dick Wolf

### Trama
Un consigliere comunale viene rapinato e gravemente ferito alla gola. Logan e Greevey indagano sul caso, e arrestano due uomini che rivelano il nome del mandante: il genero del boss mafioso Frank Masucci. Stone e Robinette scoprono quindi che il consigliere comunale era coinvolto in uno scandalo di corruzione, infatti la raccolta delle multe per violazione dei parchimetri era collegata alla criminalità organizzata. Il procuratore distrettuale Alfred Wentworth, per evitare di sembrare conniventi, chiede a Stone di non concedere l'immunità al genero del boss.
- Nota. Questo episodio è stato originariamente scritto per fungere da episodio pilota ed è stato girato nel 1988. La serie era stata originariamente prodotta dalla FOX che ne aveva ordinato tredici episodi, poi passò alla CBS che commissionò a Dick Wolf questo episodio pilota, ma in seguito ne rifiutò la trasmissione; la serie fu quindi comprata dalla NBC. Quest'ultima però decise di utilizzare l'episodio in questione come sesto, mandando in onda come episodio pilota Prescrizione Mortale.
- Nota. Questo episodio è ispirato allo scandalo di corruzione avvenuto nel 1986 nel Parking Violations Bureau di New York. Si scoprì che il presidente del Queens, Donald Manes, usava nomine politiche per fare favoreggiamenti all'interno di grandi progetti come il "New York Parking Violations Bureau". Questo portò Manes al suicidio avvenuto all'interno della sua abitazione, a pochi giorni dall'accusa quando Stanley Friedman, Michael Lazar e Lester Shafram furono condannati per racket.
- Nota. Steven Zirnkilton, meglio conosciuto come la voce introduttiva di tutte le serie di Law & Order, fa la sua unica apparizione sullo schermo in questo episodio, interpretando uno dei tecnici della polizia di New York che dirige la sorveglianza, in un'operazione sotto copertura, di un ristorante dove si riuniscono i politici collusi con la mafia; Zirnkilton ha anche una battuta: <<Guarda, ci credi, questi ragazzi?>>.
- Nota. L'attore William H. Macy appare in questo episodio nel ruolo dell'assistente procuratore, John McCormack. L'attore in seguito ha ricevuto un Academy Award, diversi Golden Globe e un Emmy Award nel 2003. Ritornerà nella serie nell'episodio della seconda stagione L'ultima spiaggia.
- Nota. Un altro attore, Paul Guilfoyle, che interpreta Anthony Scalisi ha avuto anche lui successo ed è noto per aver interpretato il capitano Jim Brass nella serie CSI - Scena del crimine. Anche lui è tornato nel franchise Law & Order, però nel film-tv Omicidio a Manhattan, interpretando il detective Sammy Kurtz.
- Nota. Sebbene elencato nei titoli di testa, l'attore che interpreta il procuratore distrettuale Adam Schiff, Steven Hill, in questo episodio non compare. Infatti si è unito al cast due anni dopo che questo episodio era stato girato, sostituendo di fatto Roy Thinnes, l'attore che interpretava il predecessore Alfred Wentworth, nello stesso ruolo. Thinnes è stato l'unico membro del cast originale a non tornare una volta che la serie fu ripresa dalla NBC.
- Nota. In questo episodio i detective della Omicidi sono di stanza al 36º distretto. Negli episodi successivi i detective sono di stanza al 27º distretto, che diventa la base fissa delle operazioni.

## In un modo o nell'altro
- Titolo originale: By Hooker, By Crook
- Diretto da: Martin Davidson
- Scritto da: David Black

### Trama
Due poliziotti a cavallo trovano un architetto in fin di vita a Central Park. Logan e Greevey indagano sulla sua precedente attività e sul suo locale, dove trovano una escort in una stanza d'albergo. Quando l'uomo muore, l'indagine porta al suo superiore, che afferma di gestire il suo servizio di catering, ma quando dal sangue della escort si scopre la positività da HIV, il caso subisce una brusca battuta d'arresto mettendo in discussione la sicurezza del settore dei servizi di escort.
- Nota. Nell'ultima scena di questo episodio, vediamo Ben Stone e Paul Robinette scendere le scale del tribunale. Questa scena è utilizzata dietro la parola Order nel tema di apertura già dai primi episodi. Sebbene Michael Moriarty sia stato sostituito da Sam Waterston dopo la quarta stagione e Richard Brooks da Jill Hennessy dopo la terza stagione, rimane nel tema di apertura per il resto della serie.
- Nota. Questo episodio è basato sul caso di Sydney Biddle Barrows, meglio conosciuta come The Mayflower Madam, ricca esponente della famiglia Biddle, una delle più rinomate famiglie degli Stati Uniti. La donna creò un servizio di escort e diventò famosa in tutto il mondo per le sue origini facoltose, la sua appartenenza all'élite di Filadelfia e la sua discendenza dai Padri Pellegrini del Mayflower. Nell'ottobre 1984, il suo servizio di escort fu chiuso e la donna fu accusata di falsa promozione di prostitute dalla procura di New York. Dopo essersi dichiarata colpevole, ha pubblicato un'autobiografia di successo intitolata The Mayflower Madam da cui è stato ricavato anche un omonimo film tv. La protagonista del film è interpretata da Candice Bergen.
- Nota. L'attore Courtney B. Vance ha un piccolo ruolo come assistente del sindaco in questo episodio. Vance tornerà nel franchise prima nell'episodio della quinta stagione Collera nera, dove interpreterà Benjamin Greer, assassino di un broker, e poi per cinque stagioni nella serie Law & Order: Criminal Intent, dove interpreterà il procuratore Ron Carver.
- Nota. Nonostante sia accreditato nei titoli di testa, Dann Florek non appare in questo episodio.

## Il caso non può essere archiviato
- Titolo originale: Poison Ivy
- Diretto da: E.W. Swackhamer
- Scritto da: Jack Richardson e Jacob Brackman

### Trama
Durante un arresto di droga, un poliziotto uccide un giovane afro-americano che era disarmato. L'uomo è accusato di aver pianificato la sparatoria e di omicidio non giustificato. Il ragazzo era uno studente universitario molto rispettato per i suoi contributi alla sua comunità in termini di tempo, energia e denaro.
- Nota. Quest'episodio è ispirato al caso del diciassettenne Edmund Perry, ucciso a Harlem nel 1985 da Lee Van Houten, un poliziotto di 24 anni. Alla fine del processo Van Houten è stato dichiarato non colpevole perché quella sparatoria era giustificata.
- Nota. L'attore John Finn è apparso in questo episodio anni prima di approdare a un'altra serie poliziesca, prodotta dalla CBS e intitolata Cold Case - Delitti irrisolti, nel ruolo del tenente John Stillman.

## Indifferenza
- Titolo originale: Indifference
- Diretto da: James Quinn
- Scritto da: Robert Palm

### Trama
Greevey e Logan indagano sulla morte di una bambina dovuta ai continui abusi, scoprendo che la madre era dipendente dalla cocaina e che veniva maltrattata anche dal marito drogato. Stone e Robinette adottano una nuova tattica dopo la morte della bambina.
- Nota. Questo episodio è basato sull'omicidio di Lisa Steinberg, di sei anni, che è stata percossa e uccisa da Joel Steinberg. L'uomo, insieme a sua moglie Hedda Nussbaum, aveva adottato illegalmente la bambina. I due vengono accusati di omicidio colposo, ma a differenza della moglie che viene dichiarata non colpevole, Steinberg viene condannato da 8 a 25 anni di prigione. Verrà rilasciato nel 2006 per buona condotta.
- Nota. Questo è l'unico episodio della serie in cui una lunga esclusione di responsabilità è stata letta ad alta voce, sottolineando la conclusione della vita reale di Joel e Lisa Steinberg.
- Nota. L'episodio della quindicesima stagione dal titolo Al di là della legge si rivela il seguito di questo episodio. In Al di là della legge il personaggio ispirato a Joel Steinberg viene investito dalla macchina di una psicologa, dopo che era stato rilasciato sulla parola. L'episodio è stato ispirato dall'effettiva pubblicazione di Joel Steinberg nel 2004.

## Prigioniero d'amore
- Titolo originale: Prisoners for Love
- Diretto da: Michael Fresco
- Scritto da: David Black e Robert Stuart Nathan

### Trama
Logan e Greevey indagano sulla strana morte di un artista bisessuale controverso, mentre si stava preparando uno strangolamento auto-erotico, ma scoprono che la vittima era stata coinvolta in una performance art-work e faceva parte di un trio sadomasochista che includeva il Capo del Dipartimento degli Affari Culturali di New York e la sua amante, una ricca dominatrice socialite che ha istigato la vittima a una pratica che lo ha portato alla morte.
- Nota. Questo episodio è ispirato al caso di Eigil Dag Vesti, uno studente di arte e moda trovato morto in stato di decomposizione, vestito e mezzo carbonizzato, in un'affumicatoio dell'epoca della Rivoluzione.  Per la morte dello studente, Bernard LeGeros venne condannato dai 25 anni all'ergastolo.

## Fuori dalla penombra
- Titolo originale: Out of the Half-Light
- Diretto da: E.W. Swackhamer
- Scritto da: Michael Duggan

### Trama
Astrea Crawford, un'adolescente afroamericana di sedici anni, afferma di essere stata violentata da quattro agenti di polizia bianchi. Polizia e Procura faticano a scoprire la verità, quando un ambizioso deputato afroamericano sostiene che l'indagine è un insabbiamento a sfondo razziale. Tuttavia, quando il kit anti-stupro risulta negativo, l’accusa sospetta che il caso possa essere una bufala. Il conflitto si infiamma finché Robinette non apprende dai genitori della ragazza che Astrea e il suo ragazzo hanno avuto rapporti sessuali. La famiglia teme una gravidanza indesiderata, quindi, su sollecitazione del deputato, affermano che la ragazza è stata violentata dagli agenti di polizia. Ammessa la bufala, la famiglia evita il deputato la cui campagna è stata distrutta. I pubblici ministeri escogitano una soluzione che prevede ordini di silenzio a tutto tondo. Ammettono che la reputazione del deputato è stata gravemente danneggiata, ma ritengono che, con il suo slancio attenuato, il caso svanirà rapidamente dalla memoria della gente.
- Nota. Questo episodio è ispirato al caso Tawana Brawley, una ragazza di 15 anni che nel 1987 ha accusato quattro bianchi di averla stuprata. La ragazza era stata trovata in un sacco dell'immondizia con insulti razzisti e ricoperta di feci. Il caso si è rivelato una bufala, perché il Grand Jury ha concluso che la Brawley non era stata vittima di violenza sessuale.

## Scelta di vita
- Titolo originale: Life Choise
- Diretto da: Aaron Lipstadt
- Scritto da: David Black, Robert Stuart Nathan e Dick Wolf

### Trama
Un centro abortista viene fatto esplodere uccidendo una manifestante anti-aborto. Logan e Greevey sospettano prima di una ragazza, e poi di un'altra e scoprono che la vittima stava per abortire. Al processo, la donna tenta di usare la sua testimonianza per predicare contro l'aborto. Ma Stone la interrompe, chiedendole se considera l'aborto un omicidio.
- Nota. Dick Wolf, durante un'intervista su The Creation of Law & Order, un extra della prima raccolta di DVD della serie, dice che Scelta di vita è il suo episodio preferito.
- Nota. Questo episodio è basato su due fatti reali: il primo è la violenza negli Stati Uniti relativa all'aborto. Il secondo invece è basato sull'attentato non riuscito nella clinica per aborti a Santee, in California, a opera di Cheryl Sullenger e di suo marito Randall Sullenger. Entrambi sono stati processati e condannati da un giudice federale. In particolare, Cheryl Sullenger è stata condannata a due anni di carcere, mentre suo marito a tre anni.

## Lutto in famiglia
- Titolo originale: A Death in the Family
- Diretto da: Gwen Arner
- Scritto da: Joe Viola e David Black

### Trama
Durante il loro giro di routine, Logan e Greevey assistono a un omicidio di un poliziotto sul tetto, ma sospettano subito di un pregiudicato e avviano una caccia all'uomo in tutta la città. Ma, in seguito scoprono che a sparare era il suo partner, per paura che venisse denunciato per corruzione.
- Nota. Questo episodio è ispirato al caso di Larry Davis, un rivoluzionario che nel 1986 sparò ai sei agenti di New York nell'appartamento della sorella e poi era sospettato per l'omicidio di quattro spacciatori di droga. Davis è stato riconosciuto colpevole almeno di un omicidio, quello di Raymond Vizcaino, era stato condannato dai 25 anni all'ergastolo, ma il 20 febbraio del 2008 fu ucciso dall'altro detenuto Luiz Rosado, nel Centro di Correzione di Shawangunk.
- Nota. In questo episodio apprendiamo che il sergente Greevey aveva perso un suo ex compagno, ucciso durante una sosta.
- Nota. L'attrice Wendy Makkena, è apparsa anche in un episodio della dodicesima stagione.

## Estate violenta
- Titolo originale: The Violence of Summer
- Diretto da: Don Scardino
- Scritto da: Michael Duggan

### Trama
Una giornalista viene aggredita e stuprata. Greevey e Logan indagano, ma la donna è confusa e le sue versioni dei fatti sono discordanti. Stone deve quindi rinviare a giudizio le accuse di stupro ai tre sospettati, facendo riaprire il caso. È così che Logan scopre l'esistenza di un quarto assalitore.
- Nota. In questo episodio appaiono anche Samuel L. Jackson e Philip Seymour Hoffman al tempo entrambi sconosciuti, prima di diventare due star di Hollywood e ricevere diversi premi Oscar e Award.
- Nota. Questo episodio si apre al contrario del solito schema: prima si vede il processo già iniziato e solo dopo l'indagine.

## Una trappola per Stone (prima e seconda parte)
- Titolo originale: The Torrents of Greed Part 1 e 2
- Diretto da: E.W. Swackhamer
- Scritto da: Michael Duggan e Michael S. Chernuchin

### Trama
Un tabaccaio viene aggredito mortalmente da alcuni sconosciuti che apparterrebbero alla famiglia mafiosa dei Masucci. Stone trova il modo di usare il caso per incastrare l'intero sindacato della criminalità organizzata. Ma Frank Masucci viene assolto e la sua assoluzione porta all'omicidio di suo cognato. L'indagine su questo secondo omicidio porta alla scoperta di un cimitero in cui sono state sepolte le vittime del boss mafioso Frank Masucci, che viene ucciso poche ore dopo che il suo avvocato ha pagato la cauzione.
- Nota. Questo episodio è ispirato a tre casi: il primo è il caso del sindacato criminale di John Gotti. Gotti e cinque dei suoi fratelli si unirono all'organizzazione criminale quando erano ancora adolescenti e Gotti divenne presto boss della famiglia mafiosa dei Gambino, una delle cinque famiglie mafiose di New York. Gotti ebbe contatti anche con gli esponenti della mafia italiana tra cui: Totò Riina, Bernardo Provenzano, Raffaele Cutolo e tanti altri. Diventò famoso per la sua personalità schietta e lo stile fiammeggiante che causò la sua rovina. Nel 1992, Gotti fu riconosciuto colpevole di molti reati tra cui: racket, omicidio, cospirazione per commettere omicidio, estorsione, evasione fiscale e tanti altri e fu condannato all'ergastolo, ma alcuni anni dopo si ammalò per un cancro alla gola e morì il 10 giugno 2002 presso il Centro Medico Statunitense per i Prigionieri Federali a Springfield, nel Missouri. Il secondo caso invece riguarda la misteriosa scomparsa di Jimmy Hoffa, avvenuta il 30 luglio 1975, a Bloomfield, nel Missouri; l'uomo fu dichiarato morto sette anni dopo nel 1982, presumibilmente assassinato. Il terzo caso infine riguarda l'omicidio di Paul Castellano, ucciso il 16 dicembre 1985 a Manhattan insieme a Tommy Billotti durante una cena. Entrambi gli omicidi non furono commissionati dalla mafia italoamericana.
- Nota. La solita narrazione di apertura nella seconda parte è stata sostituita da un riepilogo degli eventi dell'episodio precedente e delle persone menzionate tra cui: Joe Pilefsky, Mario Zalta, Harv Beigal e Frank Masucci.
- Nota. La prima carta titolo dopo i titoli di testa dice: Tre mesi dopo; tuttavia, in base alle date finali della prima parte (venerdì 5 gennaio), la seconda parte inizia effettivamente due mesi dopo (venerdì 9 marzo).

## Tragico errore
- Titolo originale: Mushrooms
- Diretto da: Daniel Sackheim
- Scritto da: Robert Palm

### Trama
Una sparatoria in una palazzina porta al ferimento di un quattordicenne e la morte di suo fratello minore. L'inchiesta rivela che il ragazzino e il suo fratellino sono vittime innocenti e l'obiettivo del killer era un'agente immobiliare. In realtà la sparatoria risulta essere il risultato di un adolescente che prende di mira l'indirizzo sbagliato perché sa di più sull'uso delle armi che sulla lettura di base.
- Nota. Questo episodio è ispirato ai molti casi di bambini colpiti da proiettili vaganti, evento che era abbastanza comune in grandi città degli Stati Uniti.
- Nota. Prima di interpretare il tenente Anita Van Buren, l'attrice S. Epatha Merkerson in questo episodio interpretò la madre delle due vittime.
- Nota. Dann Florek ha dichiarato che questo episodio è uno dei suoi preferiti[senza fonte].

## Il vero movente
- Titolo originale: The Secret Sharers
- Diretto da: E.W. Swackhamer
- Scritto da: Robert Stuart Nathan

### Trama
Uno spacciatore viene ucciso vicino alla sua comunità, Logan e Greevey si scontrano con il silenzio degli abitanti del quartiere. I detective scoprono che la vittima aveva stuprato la fidanzata di un giovane residente locale, il quale diventa l'unico sospettato dell'omicidio. L'imputato invoca il delitto d'onore e grazie a questo ottiene la difesa di un legale del Texas.
- Nota. Questo episodio è ispirato alla strage della chiesa di Daingerfield avvenuta il 22 giugno 1980, a opera di Alvin Lee King III, con 5 morti e 2 feriti. King venne accusato di 5 omicidi e 10 tentati omicidi per i quali l'accusa chiese la pena di morte, ma l'uomo si suicidò in cella il 19 gennaio 1982 prima della sentenza.

## Il morso del serpente
- Titolo originale: The Serpent's Tooth
- Diretto da: Don Scardino
- Scritto da: Robert Stuart Nathan e Renè Balcer

### Trama
Un uomo d'affari e sua moglie vengono assassinati nella loro casa, inizialmente Logan e Greevey sospettano dei due figli della coppia, ma scoprono che, per ottenere finanziamenti della sua attività, l'uomo ha assunto un killer che era collegato alla mafia russa.
- Nota. Questo episodio è basato sul caso dei fratelli Menendez, che il 20 agosto 1989 uccisero i loro genitori per poi andare al cinema per crearsi un alibi. Lyle ed Eric Menendez furono processati insieme, riconosciuti colpevoli di due capi d'accusa per omicidio di primo grado e condannati all'ergastolo.

## Il prezzo del silenzio
- Titolo originale: The Troubles
- Diretto da: John P. Whitesell II
- Scritto da: Robert Palm

### Trama
Un furgone in cui vengono trasportati tre detenuti arriva al 27º distretto, con uno dei tre morto misteriosamente all'interno. I detective scoprono che uno dei due prigionieri ancora in vita è un membro dell'IRA, detenuto negli Stati Uniti da cinque anni anche se non ha commesso reati. L'altro prigioniero invece si è impiccato nella sua cella federale. Si scopre che una guardia carceraria è in realtà un membro dell'IRA e quest'ultimo, una volta catturato, confessa l'omicidio di uno dei detenuti.
- Nota. Questo episodio è ispirato al caso di Joe Doherty, un ex volontario della Brigata Belfast dell'IRA, che nel 1981 era fuggito durante un processo per l'omicidio di un membro del Servizio Aereo Speciale, avvenuto nel 1980. Dopo il suo arresto avvenuto nel 1983 seguì una battaglia legale contro l'estradizione e la deportazione in Irlanda, durata fino al 1998, quando venne rilasciato.

## A qualunque costo
- Titolo originale: Sonata for Solo Organ
- Diretto da: Fred Gerber
- Scritto da: Joe Morgenstern e Michael S. Chernuchin

### Trama
Un uomo viene trovato in fin di vita a Central Park, Logan e Greevey scoprono che all'uomo è stato asportato un rene. Il caso porta a un medico e a un ricco uomo d'affari la cui figlia aveva bisogno di un trapianto di reni.
- Nota. Questo episodio è ispirato alla leggenda metropolitana chiamata Kidney Thief. La leggenda narra la storia di uno sconosciuto che si sveglia con un solo rene, che è stato rimosso chirurgicamente per il trapianto.
- Nota. Questo episodio è stato successivamente adattato a un episodio della seconda stagione della serie remake Law & Order: UK intitolato Sacrificio.

## Prove inquinate
- Titolo originale: The Blue Wall
- Diretto da: Vern Gillum
- Scritto da: Robert Stuart Nathan

### Trama
In una vicenda di riciclaggio di denaro sporco, tre banchieri vengono assolti perché qualcuno ha manomesso delle prove. Stone, sconfitto, accusa la polizia per aver inquinato le prove e in particolare Cragen e il suo collega O'Farrell. Logan e Greevey cercano di tutto per scagionare il loro capo, scontrandosi con O'Farrell, sempre più sospettato di quel reato.
- Nota. The Blue Wall si riferisce a un codice tra molti agenti di polizia in cui riportano errori, cattiva condotta o crimini di un altro ufficiale che considerano un tradimento.
- Nota. Questo episodio è ispirato al caso di Joe Sanchez, un onesto agente di polizia di New York, che scoprì la corruzione di alcuni colleghi e nel 1983 fu incastrato ingiustamente da alcuni poliziotti corrotti. Questi sfruttarono la partecipazione di Sanchez a un sequestro di droga, avvenuto nel 1982, e lo accusarono di aver rubato parte della merce sequestrata. Alla fine del processo però Sanchez venne prosciolto da ogni accusa di furto. L'evento fu soprannominato The Blue Code of Silence dai media statunitensi.
- Nota. Questa è l'ultima apparizione della serie per George Dzundza, che interpretava il sergente Max Greevey.
- Nota. Questo è uno dei pochi episodi in cui il procuratore capo Adam Schiff, condivide una scena con il capitano Donald Cragen.
- Nota. Questa è l'unica volta in cui vediamo Marge, la moglie di Cragen.
- Nota. Cragen in seguito menzionerà gli eventi di questo episodio nell'episodio della prima stagione dello spin-off Law & Order - Unità vittime speciali dal titolo Una vita rubata.
- Nota. L'episodio dell'unica stagione di Law & Order - Il verdetto intitolato Muro di silenzio si intitola in originale Blue Wall.